# 東浩紀のゼロアカ道場
東浩紀のゼロアカ道場（あずまひろきのゼロアカどうじょう）は、2008年3月から2009年8月にかけて行われた講談社BOX主催の新人批評家育成・選考プログラム。

## 概要
2008年の1年間で全6回に渡って開催される予定だったが、最終的には2009年8月に最終選考通過者が決定した。選考は小論文での評価や、同人誌の作成及び文学フリマでの販売、ニコニコ動画で生中継される公開討議など多岐に渡った。出願者には既にプロとして活動するライターなどもいた。
各回選考時に提出された原稿は講談社BOXの公式サイトで公開された。また、第二回関門ではプロフィールページで、プロフィールや顔写真、太田克史の命名した通り名などが公開された。選考風景はほぼ全て講談社BOXホームページ内ゼロアカ道場特設ページで見ることができる。
最終選考（第六回関門）まで勝ち抜いたのは、村上裕一、廣田周作、坂上秋成。2009年8月11日、村上裕一の最終選考通過が決定した。
最終選考通過者の評論は講談社より初刷1万部での発行が約束された。
2011年9月1日、村上裕一『ゴーストの条件　クラウドを巡礼する想像力』が刊行。

## 各関門の内容

### 第一回〜第三回関門
第一回関門では、2冊の本の関係をまとめた簡単な小論文作成が課された。書類選考を通過した47名が参加し、28名が選考を通過した。
第二回関門では、フォトエッセイの制作が課題となった。28名が参加し、16名が選考を通過した。
第三回関門では、自分が出したいと考えている著作の要約と、それに対する架空の書評の作成が課題となった。16名中10名が選考を通過した（のちに、うち1名が辞退したため、繰り上げで1名が通過となった）。

### 第四回関門
第三回関門の通過者10名が2人1組でチームを組んで同人誌を作成し、2008年11月9日に行われた第7回文学フリマで売り上げを競った。関門を勝ち上がってきた5組10名のほかに、「道場破り」の参加が認められており、3組6名が参加した。
当日販売された同人誌
- 門下生
  - project1980（三ツ野陽介とやずや・やずや） - 『ケフィア』 - 特集「次の10年代のための批評」。三ツ野陽介、杉田俊介、大澤信亮の鼎談「批評は何を語るのか」収録。
  - 最終批評神話 - 『最終批評神話 the Last Critical Mythology』
  - 形而上学女郎館（めたふぃじかるじょろうかん） - 『チョコレート・てろりすと』 - 巻頭特集 「百合」
  - BL・やおい文学研究所 - 『腐女子の履歴書 耽美・やおい・JUNE・BLとの50年』
  - Xamoschi（ザモスキ） - 『Xamoschi』 - 特集 「場所」
- 道場破り
  - フランス乞食 - 『Plateau【プラトー】 ゼロ年代読者のための文芸批評誌』
  - 文芸空間 - 『新文学』 - 特集 ライトノベル デジタルノベル キャラクター、特集 ゼロ年代の学生運動
  - 筑波批評社 - 『筑波批評2008秋 ゼロアカ道場破り号』

結果
project1980、最終批評神話、形而上学女郎館の3組6名が通過。また、BL・やおい文学研究所・フランス乞食からも各1名が通過となり、計8名が第五関門進出となった。

### 第五回関門
第五回関門公開審査会は、2009年3月13日、東京カルチャーカルチャーで行われた。内容は、自分が出したいと考えている著作の内容のプレゼンテーションと、その内容に関する公開討議。審査員には「道場主」の東浩紀、講談社BOX部長（企画開始当時）の太田克史のほか、特別審査員として筒井康隆と村上隆が招かれた。
プレゼンテーションは事前に公式サイトで公開され、公開討議はニコニコ動画で生中継された。審査の結果、村上裕一、廣田周作、坂上秋成の3人が最終選考進出となった。

### 第六回関門
第六回関門では、自分が講談社BOXから出版したいと考えている著作の実際の執筆が課題となった。7月31日の最終原稿提出日までに執筆された著作の一部が審査され、2009年8月11日、村上裕一の最終選考通過が決定した。

## 評価
- 2008年12月、小谷野敦がブログ「猫を償うに猫をもってせよ」に、「「ゼロアカ道場」に、「もういっぺんやってみない？」と三ツ野君にタクシー内から携帯で電話をかける東浩紀の映像があるが、明らかに「進め！（のち「進ぬ！」）電波少年」の悪人風プロデューサーの真似だな」と書いた[2]。
- 2009年4月、道場主の東が第五回関門終了後、「ゼロアカは批評を祭りに変えてしまった。」と評した[3]。
- 2010年10月、東は「講談社BOX-AiRね……」「ゼロアカとかどうなっちゃたんでしょうね。」「企画当初は部長自ら記録集を出すと約束していたのに、担当者が変わりネットの盛り上がりがちょっと引いたら音沙汰なし。まあ、商売に敏感といえば敏感だけど……」「電子書籍にすれば「新人デビュー」のコストとリスクはがくんと下がる。とにかくばんばん「デビュー」させて、一人でも当たれば御の字という商売なんだろうけど、新本格ミステリの作家を大事に育て、哲学まで感じさせた往年の文芸第3の精神はどこに行ったのか？　いや、本家はまだあるからいいのか。」「講談社BOXにはたいへんお世話になったが、ゼロアカはみごとに放置されているので、貸し借りなしだと考えて、正直な感想を呟いた。別にBOXがどうとかではなく、「電子書籍で新人デビュー！」なんて言葉にだまされてはいけない。「あたればアニメも」って、そりゃ同人でもブログでも同じだよ。」「新人を手間暇かけて育てる気のない出版社／編集者には存在意義はないです。」とツイートした。それを受けて藤田直哉が、「僕は彼に個人的な好意も友情も感じていないし、むしろ嫌いですらあるけれども、ゼロアカを優勝した村上くんは一応は原稿を書いていたし、少なくとも担当編集者は熱心に出版しようとしていたというのは一応、目撃証言として言っておかないと公平ではない気がする。」とツイートした[4]。

## 関連書籍
- 東浩紀のゼロアカ道場 伝説の「文学フリマ」決戦 （講談社BOX、2009年3月）ISBN 978-4062837057

関連記事
- 「批評の最前線！ 緊急レポート!! 東浩紀の「ゼロアカ道場」」（『パンドラ』Vol.2 SIDE-A、2008年10月）
- 「東浩紀のゼロアカ道場 第四回関門文学フリマ総括」東浩紀、望月倫彦 （『パンドラ』Vol.2 SIDE-B、2008年12月）
- 「東浩紀のゼロアカ道場 第五回関門速報レポート」東浩紀、さやわか （『パンドラ』Vol.3、2009年4月）